# Zonzon
Zonzon è un film del 1998 diretto da Laurent Bouhnik.

## Trama
Tre detenuti di diversa estrazione sociale si trovano nella stessa cella.
Arnaud Grandjean, un giovane studente dalla vita agiata, sconterà sei mesi al fianco di Francky, un rapinatore condannato a dieci anni di reclusione, e Kader, un criminale recidivo di origine maghrebina, condannato a due anni per furto, arrestato in flagranza di reato.
A questi tre uomini, uniti solo dall'istituto penitenziario (Zonzon), la convivenza porterà gli scontri necessari per comprendere cosa sia la libertà, che accenderà la loro vita.

## Riconoscimenti
- Gijón International Film Festival 1998, Vincitore del Best Art Direction a Jacques Rouxel
- Gijón International Film Festival 1998, Nomination al Grand Prix Asturias, Best Feature: Laurent Bouhnik
- Namur International Festival of French-Speaking Film 1998, Nomination al Golden Bayard Miglio film francofono Laurent Bouhnik
- Stockholm Film Festival 1998, Nomination al Bronze Horse, Laurent Bouhnik